# 峨山龍 (Eshanosaurus)
峨山龍屬（意為「峨山蜥蜴」）是鐮刀龍下目恐龍的一屬。因為目前只發現一塊不完整的下頜骨，所以對牠的研究甚少。牠們的化石發現於中國雲南峨山的下祿豐組地層，年代屬於侏羅紀早期，估計全長約 2.7 公尺，體重 37 公斤，是已知最小的鐮刀龍類或者最早出現的鐮刀龍類。

## 發現與命名
在1971年，趙喜進在中國雲南省峨山彝族自治县發現一些恐龍化石。
模式種是出口峨山龍（E. deguchiianus），是由徐星等人於2001年描述、命名。模式標本（編號IVPP V11579）是一個部分下頜骨頭與牙齒，發現於中國雲南省的下祿豐組，地質年代維侏儸紀早期的赫塘階，約1億9600萬年前。這個標本目前存放於北京中國科學院古脊椎動物與古人類研究所。

## 分類
徐星等人根據數個下頜與牙齒的共有衍徵，將峨山龍分類在鐮刀龍超科之下。這使得峨山龍成為目前已知最早的虛骨龍類，並且是年代早於始祖鳥的衍化手盜龍類，比已知最早的鐮刀龍類北票龍還早6,000萬年，例如鑄鐮龍、北票龍。
根據徐星等人的未公佈親緣分支分類法分析，他們認為峨山龍是種鐮刀龍類恐龍。如果峨山龍屬於鐮刀龍類，將造成虛骨龍類的化石斷層，所以有許多科學家質疑峨山龍的歸類。在2001年，詹姆士·柯克蘭（James Kirkland）與D.G. Wolfe敘述、命名懶爪龍時，曾根據牙齒形狀而認為峨山龍應屬於原蜥腳下目，或是蜥腳形亞目的基礎物種。徐星等人認為這是因為牠們的化石被發現於眾多的祿豐龍化石之下，祿豐龍屬於原蜥腳下目，原蜥腳下目的化石非常類似鐮刀龍類。因此，徐星等人仍認為峨山龍是種侏儸紀早期的鐮刀龍類，提出牠們與鐮刀龍類之間有數個共有特徵，因此不認為牠們屬於原蜥腳類恐龍。
在2009年，保羅·巴雷特（Paul M. Barrett）重新研究峨山龍的模式標本，排除峨山龍屬於原蜥腳下目的可能性。巴雷特的結論是峨山龍有六個鐮刀龍類的特徵，屬於鐮刀龍類，與徐星等人的最初研究相同。峨山龍的歸類對於恐龍的演化有者重大影響，使虛骨龍類的化石紀錄中斷了數千萬年。

## 外部連結
- dinosauromorpha
- Dinosauria Translation and Pronunciation Guide E